# Kolwa (Wischera)
Die Kolwa (russisch Ко́лва) ist ein rechter Nebenfluss der Wischera im Flusssystem der Kama in der Region Perm im europäischen Teil Russlands.
Die Kolwa entspringt am Kolwinski Kamen im Nördlichen Ural. Sie fließt zuerst in überwiegend westlicher Richtung, wendet sich dann später nach Süden. Unweit ihrer Mündung in die Wischera liegt die Kleinstadt Tscherdyn am rechten Flussufer. Die größten Nebenflüsse der Kolwa sind Beresowaja von links und Wischerka von rechts. Die Kolwa hat eine Länge von 460 km und entwässert ein Areal von 13.500 km². Sie ist zwischen Anfang November und Ende April eisbedeckt.